# Quan hệ Palestine – Tòa Thánh
Quan hệ Palestine – Tòa Thánh đề cập đến quan hệ ngoại giao giữa Tòa Thánh (lãnh thổ thực tế là Vatican và Palestine. Tòa Thánh đã duy trì quan hệ với Palestine từ trước năm 1948. Vào ngày 11 tháng 2 năm 1948, Tòa Thánh đã thành lập văn phòng Khâm sứ Tòa Thánh tạo Jerusalem và Palestine, với thẩm quyền bao trùm các khu vực Palestine, Transjordania (nay là Jordan) và Cộng hòa Síp. Trong thực tế Vatican, một vị Khâm sứ Tòa Thánh là một người đại diện cho Vatican tại một đất nước mà Tòa thánh không có quan hệ ngoại giao, nhưng không được chính phủ nước này công nhận. Phái đoàn cũng đóng vai trò liên lạc với Giáo hội Công giáo ở quốc gia đó.
Quan hệ Tòa Thánh - Palestine được điều chỉnh bởi thỏa thuận được ký kết giữa hai bên vào năm 2000. Xung đột Israel - Palestine và sự kiểm soát của Israel đối với hầu hết lãnh thổ Bờ Tây là những cân nhắc chính trong các mối quan hệ này.
Trước khi thành lập Văn phòng Khâm sứ Tòa Thánh, vị Canh giữ - Giám quản Đất Thánh, đã có mặt tại Đất Thánh kể từ sau thời kỳ Thập tự chinh. Việc tái lập Tòa Thượng phụ Jerusalem nghi lễ Latinh năm 1847 nhằm mục đích đại diện cho lợi ích của Vatican tại khu vực này.
Năm 1987, Michel Sabbah trở thành người Palestine đầu tiên được bổ nhiệm làm Thượng phụ nghi lễ La-tinh. Người kế nhiệm ông năm 2008, và vị Thượng phụ hiện tại, là Fouad Twal đến từ Jordan.
Vào tháng 5 năm 2009, Giáo hoàng Biển Đức XVI đã bày tỏ sự ủng hộ của một giải pháp giữa hai quốc gia về cuộc xung đột Israel - Palestine.
Giáo hoàng Phanxicô bày tỏ sự cảm thông với các vụ tố tụng của Palestine đã có trong chuyến viếng thăm chính quyền Palestine vào tháng 5 năm 2014. Vào ngày 13 tháng 5 năm 2015, Vatican đã công bố ý định ký hiệp ước đầu tiên với Nhà nước Palestine sau khi chính thức công nhận nó là một nhà nước vào tháng 2 năm 2013. Thỏa thuận toàn diện giữa Tòa Thánh và Nhà nước Palestine đã được ký vào ngày 26 tháng 6 năm 2015. Sau khi công nhận Nhà nước Palestine, Giáo hoàng Phanxicô tiến hành thiết lập quan hệ ngoại giao với quốc gia này đó, và vào ngày 14 tháng 1 năm 2017, một đại sứ quán Palestine tại Vatican đã chính thức khai trương.